# Алисия Викандер
Алисия Аманда Викандер (на шведски: Alicia Amanda Vikander) е шведска актриса и танцьорка. 

## Биография
Родена е на 3 октомври 1988 г. в Гьотеборг. В телевизията дебютира през 2002 г. с роля в телевизионния филм „Min balsamerade mor“, а популярност добива с ролята на Жосан в сапунената опера „Andra Avenyn“. През 2009 г. получава първата си главна роля в киното в шведския филм „Till det som är vackert“ и печели „Златен бръмбар за най-добра актриса“, както и наградите за изгряваща звезда на кинофестивалите в Берлин и Стокхолм.
От 2014 г. има връзка с актьора Майкъл Фасбендър. Двамата сключват брак на 14 октомври 2017 г.

## Избрана филмография
| година | филм                        | оригинално заглавие      | роля             | режисьор        |
| ------ | --------------------------- | ------------------------ | ---------------- | --------------- |
| 2012   | Кралски афери               | En kongelig affære       | Каролина Матилда | Николай Арсел   |
| 2012   | Ана Каренина                | Anna Karenina            | Кити             | Джо Райт        |
| 2014   | Седмият син                 | Seventh Son              | Елис Дин         | Сергей Бодров   |
| 2014   | Завет на младостта          | Testament of Youth       | Вера Бритън      | Джеймс Кент     |
| 2015   | Ex Machina: Бог от машината | Ex Machina               | Ейва             | Алекс Гарланд   |
| 2015   | Мъжът от U.N.C.L.E.         | The Man from U.N.C.L.E.  | Габи Телър       | Гай Ричи        |
| 2015   | Повелителят на кухнята      | Burnt                    | Анна Мари        | Джон Уелс       |
| 2015   | Момичето от Дания           | The Danish Girl          | Герда Готлиб     | Том Хупър       |
| 2016   | Джейсън Борн                | Jason Bourne             | Хедър Лий        | Пол Грийнграс   |
| 2016   | Светлина между два океана   | The Light Between Oceans | Изабел Шербърн   | Дерек Сиенфранс |
| 2017   | Треска за лалета            | Tulip Fever              | София Сандворт   | Джъстин Чадуик  |
| 2017   | Tomb Raider: Първа мисия    | Tomb Raider              | Лара Крофт       | Греъм Кинг      |

## Награди и номинации
| Продукция                     | Дата                | Награда                                                 | Резултат  |
| ----------------------------- | ------------------- | ------------------------------------------------------- | --------- |
| „Ана Каренина“                | 10 февруари 2013 г. | Награда на БАФТА за дебют                               | номинация |
| „Ана Каренина“                | 24 март 2013 г.     | Емпайър за най-добър женски дебют                       | номинация |
| „Ex Machina: Бог от машината“ | 29 март 2015 г.     | Емпайър за най-добра актриса                            | номинация |
| „Ex Machina: Бог от машината“ | 12 декември 2015 г. | Европейска филмова награда за най-добра актриса         | номинация |
| „Ex Machina: Бог от машината“ | 10 януари 2016 г.   | Златен глобус за най-добра поддържаща актриса           | номинация |
| „Ex Machina: Бог от машината“ | 14 февруари 2016 г. | Награда на БАФТА за най-добра актриса в поддържаща роля | номинация |
| „Момичето от Дания“           | 10 януари 2016 г.   | Златен глобус за най-добра актриса в драматичен филм    | номинация |
| „Момичето от Дания“           | 14 февруари 2016 г. | Награда на БАФТА за най-добра актриса в главна роля     | номинация |
| „Момичето от Дания“           | 21 февруари 2016 г. | Сателит за най-добра актриса в поддържаща роля          | награда   |
| „Момичето от Дания“           | 28 февруари 2016 г. | Оскар за най-добра поддържаща женска роля               | награда   |
| „Момичето от Дания“           | 20 март 2016 г.     | Емпайър за най-добра актриса                            | награда   |